# Ід мубарак

Ід мубарак

Ід муба́рак (араб. عيد مبارك — благословенне свято) — ісламська святкова вітальна фраза в Курбан-байрам і Ураза-байрам. Для арабів привітання «Ід мубарак» є універсальним привітанням будь-якого свята і є аналогом українського привітання «Зі святом!».

## Привітання для всіх свят
Крім традиційного привітання «Ід мубарак» мусульмани також вітають один одного зі святами наступними словами:
- 'Ідукум мубарак (араб. عيدكم مبارك)- Нехай буде благословенне ваше свято!
- Такаббаля-Ллаху Мінна ва мінкум (араб. تقبل الله منا ومنكم) - Так прийме Аллах від нас і від вас!
- Такаббаля-Ллаху Мінна ва-мінкум с̣а́ліх̣а-ль-а'маль (араб. تقبل الله منا ومنكم صالح الاعمال)- Нехай прийме Аллах від нас і від вас праведні справи!
- 'Ід мубарак ва кулль 'ам ва уммата-ль-Іслям бі-хайр (араб. عيد مبارك و كل عام و أمة الإسلام بخير) - Благословенне свято і (бажаю щоб) щороку Ісламська умма була здорова (в хорошому стані)!
- Джа'аля-Ллаху 'ідакум мубарак (араб. جعل الله عيدكم مبارك) - Нехай зробить Аллах благословенним ваше святкування!

## Привітання з настанням місяця Рамадан і святом Ураза байрам
З настанням Місяця Рамадан і свята Ураза байрам мусульмани вітають наступними словами:
- Рамад̣ан карім ( араб. رمضان كريم - (Бажаю вам) щедрого Рамадану !
- Рамад̣ан мубарак ( араб. رمضان مبارك - Благословенний Рамадан!
- Шахр мубарак ( араб. شهر مبارك - Благословенний місяць (Рамадан)!
- Ак̣арра-ллах 'уйунакум фі Рамад̣ан бі-Ляззат-ль-'асх̣ар ва-с̣ух̣баті-ль-'ах̮йар ва-рах̣маті-ль-Гаффар ва-Джаннаті-ль-'абрар ( араб. أقر الله عيونكم فى رمضان بلذة الأسحار وصحبة الاخيار ورحمة الغفار وجنة الأبرار الاخيار ورحمة الغفار وجنة الأبرار ‎ - Так радує Аллах ваші очі в Рамадан солодкими вечорами і дружбою обраних, милістю всепрощаючого і раєм благочестивих!
- Х̮ватім мубарака ( араб. خواتم مباركة - Благословенних останніх днів (Рамадана)!

## Привітання зі здійсненням хаджу (умри) і святом Курбан-байрам
C настанням свята Курбан-байрам, а також з вчиненням хаджу ( умри ) мусульмани вітають один одного такими словами:
- Хаджжука макбуля (араб. حجك مقبولا) - Хай буде твій хадж прийнято!
- 'Умратука макбуля (араб. عمرتك مقبولا) - Хай буде твоя умра прийнята!
- Такаббаля-Ллаху Мінк (араб. تقبل الله منك) - Хай прийме Аллах від тебе!